# صبحي الشاروني
صبحي الشاروني (4 مارس 1933 - 21 مارس 2014) هو فنان تشكيلي وناقد فني مصري.

## السيرة الذاتية
صبحى اسحق قلينى الشاروني من مواليد مصر القديمة ولد في الرابع من أبريل عام 1933، حصل علي بكالوريوس كلية الفنون الجميلة قسم النحت عام 1958 في القاهرة، وحصل على درجة الماجستير عام 1979 بجامعة حلوان (تخصص نحت)، وقام بتكليف من جامعة الدول العربية بالإشراف على وضع كتاب الفن التشكيلى الحديث والمعاصر في مصر مع سيرة حياة 270 فنانًا مصريًا منذ بداية القرن العشرين حتى 1985 وصدر في عام 1998م، وحصل على درجة الدكتوراه عام 1994 في الفلسفة بجامعة الفنون الجميلة.

## الوظائف
تولى رئاسة تحرير الكتب العشرة الأولى في سلسة دراسات نقد الفنون الجميلة التي أصدرتها جمعية النقاد بالتعاون مع هيئة الكتاب، وعمل صحفيّا بدار الجمهورية للصحافة (ناقد فنى بجريدة المساء منذ تأسيسها 1956)، ومراسلا من القاهرة لمجلة فنون عربية، وأستاذًا منتدبًا لتدريس تاريخ الفن بكلية الفنون الجميلة بجامعة الإسكندرية من 1993 حتى 1994، وأستاذًا في كلية الفنون الجميلة بجامعة المنيا من 1994 حتى 1996، وتولى الإشراف على الكتب الخمسة الأولى في سلسة (وصف مصر من خلال الفنون التشكيلية)عن هيئة الاستعمالات.

## العضوية
- عضو بمجلس إدارة الجمعية المصرية لنقاد الفن التشكيلى التي شارك في تأسيسها عام 1989.
- عضو اللجنة العُليا لمراجعة المادة العلمية الخاصة بالسيرة الذاتية للفنانين المصريين التشكيليين.[2]

## المعارض
- أقام سبعة معارض في فن التصوير الضوئى في مصر وخارجها (خاص).

- معرض الفنانون النقاد بأتيليه الاسكندرية عام 1999 (جماعي).
- معرض بقاعة اكسترا في يونيو عام 2001 (خاص).

## الأعمال
- سلسلة كتابك 139 الفن التأثري.
- من نجوم الفن الغربي في القرن العشرين (1 يناير عام 2017).[3]
- تحية حليم الواقعية الأسطورية (1 يناير عام 1999).
- الفنان مصطفى أحمد (1 يناير عام 2002).
- مدارس ومذاهب الفن الحديث (1 يناير عام 1994).
- المثقف المتمرد رمسيس يونان (1 يناير عام 1992).
- متحف في كتاب- مختارات من مجموعة (30 ديسمبر عام 1998).
- موسوعة الفنون الجميلة المصرية في القرن العشرين (1 مايو عام 2012).
- أشهر السرقات من المتاحف (8 يونيو عام 2011).
- ذاكرة الأمة (1 يناير عام 2007).
- الفنان صبري ناشد (1 يناير عام 2013).
- ذاكرة الأمة «محمود مختار ومتحفه» (12 مارس عام 2007).
- روائع متحف محمود خليل (1 يناير عام 2012).

- هؤلاء الفنانون العظماء ولوحاتهم الرائعة (1 يناير عام 2003).
- روائع متحف الفن الإسلامي بالقاهرة (1 يناير عام 2009).
- حامد ندا- نجم الفن المعاصر (1 يناير عام 2010).
- فن النحت في مصر القديمة وبلاد ما بين النهرين (1 يناير عام 1993).
- فن النحت في مصر القذيمة وبلاد ما بين النهرين (1 يناير عام 1993).[4][5]

## جوائز
- حصل على جائزة الدولة التشجيعية عام 1986.
- حصل على جائزة اخناتون من كلية الفنون الجميلة بجامعة المنيا عام 1988.
- حصل على نوط الامتياز من الطبقة الأولى في يونيو عام 1991.[2]